# João Ducas Camatero
João Ducas Camatero (em grego: Ἰωάννης Δούκας Καματηρός), em fontes contemporâneas geralmente simplesmente João Ducas, foi um aristocrata bizantino ativo na segunda metade do século XII e um dos mais distintos oficiais e líderes militares de seu tempo.

## Família
João era filho de Gregório Camatero, um homem de origem humilde mas bem educado, que ocupou vários postos seniores sob os imperadores Aleixo I (r. 1081–1118) e João II Comneno (r. 1118–1143) e avançou para o alto posto de sebasto, e de Irene Ducena, provavelmente filha do protoestrator Miguel Ducas, cuja irmã Irene era esposa de Aleixo I.  A união levou à emergência da dinastia burocrática Ducas-Camatero, que alcançou seu ápice com João e seu irmão, Andrônico Ducas Camatero, que ocuparam os mais altos ofícios no Estado por boa parte do século XII. É possível que João seja o logóteta não nomeado cuja filha foi esposa de Aleixo Contostefano.

## Carreira
A carreira de João perpassa quase a segunda metade do século inteira, e levou-o a ocupar, segundo o historiador Demetrios Polemis, "talvez o mais destacado lugar entre os oficiais de seu tempo". Um primeiro do imperador Manuel I Comneno (r. 1143–1180), João é referido com os títulos de sebasto e protosebasto, bem como a designação de oikeios, membro do séquito imperial. Também gozou do favor imperial como companheiro de bebida de Manuel; segundo o historiador mais contemporâneo Nicetas Coniata, João bebeu vinho do barril e foi capaz de beber mais que qualquer emissário ou rei estrangeiro, enquanto foi um famoso glutão também, comendo como se estivesse faminto e fosse capaz de erradicar campos inteiros de ervinhas verdes. Ele posteriormente reteve as posições de grande heteriarca, eparca de Constantinopla e finalmente logóteta do dromo; alguns estudiosos modernos atribuíram-lhe os postos de mestre das petições e o posto judicial de juiz do velo, mas ambos são improváveis.
Coniata deu um relato da rivalidade de João com o mestre do caníclio (guardador do tinteiro imperial), Teodoro Estipiota, que foi deposto e cegado sob ordens de Manuel em 1158/1159. Segundo Coniata, João ressentiu o fato de que, embora formalmente menos poderoso que ele, que era logóteta do dromo, o ofício de Estipiota permitiu-o acesso imediato a e portanto influência sobre o imperador. Consequentemente, Estipiota conseguiu promover suas próprias ideias, enquanto João "viu seus exigências dispersas no ar como sonhos". Frustrado, João forjou uma correspondência entre Estipiota e o rei normando da Sicília Guilherme II (r. 1166–1189), que ele escondeu de modo a ser facilmente descoberta. Estipiota foi então acusado de traição, perdeu seus ofícios, foi cegado e sua língua foi cortada. Outros autores dão razões diferentes para a queda de Estipiota, e os detalhes da versão de Coniata tem se provado imprecisos, ao menos em sua cronologia, pelo historiador Otto Kresten. No entanto, como Coniata era membro da burocracia constantinopolitana e estava bem-informado sobre sua história contemporânea, é muito provável que sua informação que João sucedeu Estipiota como mesazonte (ministro chefe), antes de ser substituído como logóteta do dromo e mesazonte por Miguel Hagioteodorita, está correta.
João também esteve ativo como um comandante militar e diplomata. Em ca. 1150, liderou uma campanha contra a Sérvia junto com João Cantacuzeno, e em 1155/1156 Manuel Comneno enviou-o para Ancona na Itália, junto com Miguel Paleólogo, para persuadir o imperador Frederico I (r. 1155–1190) a juntar-se em uma frente comum contra os normandos no sul da Itália. A missão falhou, mas ele então liderou um exército, junto com Aleixo Comneno Briênio, que devastou boa parte do sul da Itália antes de sofrer uma derrota decisiva em Brindes em 28 de maio de 1156, onde João tornou-se primeiro de guerra; suas façanhas nesta campanha foram mais tarde apresentadas num poema épico francês La Chanson de Jean de Lancon. No começo de 1158, foi liberto de seu cativeiro italiano como parte de uma trégua que ele, enquanto em cativeiro, auxiliou a negociar entre o Império Bizantino e os normandos.
Após sua libertação, retornou para Constantinopla. Em 1164, comandou outra invasão à Sérvia, e dois anos depois liderou uma invasão à Hungria, deixando uma cruz monumental com uma inscrição celebrando sua campanha fundo no interior da Hungria. Em 1177, foi enviado ao Reino de Jerusalém para renovar a aliança bizantina contra o Império Aiúbida do Egito com o rei Balduíno IV (r. 1174–1185) Após a morte de Manuel e durante a regência da imperatriz Maria de Antioquia sobre seu infante Aleixo II Comneno (r. 1180–1182), João foi um membro da oposição ao poderoso protosebasto Aleixo Comneno, que de facto governou o império. Durante a rebelião da cesarissa Maria Comnena, contudo, ele utilizou sua influência para apaziguar a questão. Algum tempo depois, foi nomeado governador em Niceia. Neste posto, Andrônico I Comneno (r. 1182–1185) tentou ganhar seu apoio, mas João permaneceu hostil ao usurpador. Após a queda de Andrônico, João foi recebido com favor por Isaque II Ângelo (r. 1185-1195; 1203-1204), e em 1188/1189 serviu duas vezes como embaixador para Frederico I para assegurar a passagem pacífica da Terceira Cruzada, chefiada pelo governante germânico, através do território bizantino. Ele pode também ter sido responsável por editar a bula dourada de Aleixo I de 1182 para os venezianos.
Como um membro proeminente da corte, João também esteve ativo nos círculos intelectuais de seu tempo, aparentemente tendo composto ao menos dois poemas em verso político, e correspondendo-se com estudiosos como Miguel Glica e Jorge Tornício. João não foi um homem muito religioso, e tinha interesse em astrologia, o assunto de um de seus poemas. O arcebispo Eustácio de Salonica escreveu um comentário sob Dionísio Periegeta para ele, bem como um discurso em sua honra quando João visitou Salonica em algum momento em 1168/1175, como feito por um filósofo chamado Constantino de Niceia.